# باربرا بلوك
باربرا بلوك (بالإنجليزية: Barbara Block)‏ هي عالمة الأحياء البحرية أمريكية، ولدت في 1958.